# Bonoso (generale bizantino)
Bonoso (570 – 610) è stato un politico e generale bizantino.

## Biografia
Nel 609 venne nominato console onorario e comes Orientis dall'imperatore Foca e inviato dall'imperatore a sedare una rivolta ebrea a Antiochia, a Gerusalemme e in altre città della Siria. La rivolta venne sedata con grande brutalità. Mentre era a Cesarea (in Palestina), scoprì che Alessandria era stata occupata dall'esercito ribelle di Niceta e ricevette l'ordine dall'imperatore di sedare la rivolta in Egitto. Salpò probabilmente da Ptolemais (in Fenicia); in seguito occupò Pelisium prima di marciare verso Athribis; presso Athribis unì le sue forze con quelle di Paolo e insieme sconfissero l'esercito ribelle comandato da Bonakis; Nikiu si arrese e Bonoso ordinò l'esecuzione o l'esilio dei ribelli o dei loro complici.
A questo punto Bonoso tentò di liberare Alessandria dai ribelli ma venne sconfitto nella battaglia di Alessandria da Niceta e costretto alla fuga. Riuscì a fuggire con pochi uomini a Kariun, dove venne raggiunto da Paolo. I due raggiunsero Nikiu dove formarono una flotta e tentarono di nuovo di impadronirsi di Alessandria e di assassinare Niceta, senza però nessun successo. Niceta alla fine marciò contro di loro, occupando la fortezza di Manouf; fallita la sua missione, Bonoso fuggì dall'Egitto ritornando a Costantinopoli.
Nell'ottobre 610 quando la flotta ribelle di Eraclio raggiunse Costantinopoli, Bonoso ricevette l'ordine dall'imperatore Foca di tentare di opporsi all'approdo della flotta di Eraclio nella capitale. Le sue truppe però si ammutinarono e lui fu costretto alla fuga; raggiunto il porto di Giuniano, venne lì ucciso in acqua da un excubitor; le sue fortune vennero gettate in mare su ordine di Foca e il suo corpo bruciato.